# ماميران
الماميران أو التِيْنِيَّة أو عشبة البواسير أو (باللاتينية: Ficaria) جنس نباتي من الفصيلة الحوذانية يضم ثلاثة أنواع مقبولة علميا موطنها بلاد الشام وحوض البحر المتوسط.
كانت بعض أنواع هذا النبات توضع ضمن جنس الحوذان (باللاتينية: Ranunculus).

## من أنواعه
- الماميران البوبوفي (باللاتينية: Ficaria popovii)
- الماميران التيني (باللاتينية: Ficaria ficarioides)
- الماميران الربيعي (باللاتينية: Ficaria verna)